# Łysienie pospolite
Łysienie pospolite – stan chorobowy objawiający się wypadaniem włosów, uzależniony od wieku chorego. Łysienie pospolite dotyka wyłącznie mężczyzn. Zwykle początek choroby ma miejsce około czterdziestego roku życia.

## Przyczyny choroby
Za przyczynę łysienia pospolitego podaje się wiek osób dotkniętych stanem chorobowym. Z reguły choroba zaczyna rozwijać się około czterdziestego roku życia, chociaż podany wiek nie jest regułą. W wybranych przypadkach na dolegliwość łysienia pospolitego mogą cierpieć nawet trzydziestoletni mężczyźni. Istnieją przypuszczenia, że na ten rodzaj łysienia może mieć wpływ podłoże genetyczne.

## Przebieg choroby
Około czterdziestego roku życia włosy wybranej grupy mężczyzn zaczynają w naturalny sposób wypadać. Na ich miejscu nie pojawiają się już jednak nowe włosy, jak to dzieje się w przypadku osób zdrowych. Ponieważ mieszki włosowe nie są w stanie produkować nowych włosów, dochodzi do zaburzeń prawidłowej funkcji procesu. W tym czasie zdrowe do tej pory włosy, z fazy anagenowej przechodzą w fazę telogenową. Nie są one już w stanie funkcjonować w sposób należyty, wskutek czego zaczynają wypadać.

## Leczenie
Łysienie pospolite uznawane jest za proces naturalny, uzależniony od wieku. Jest to najczęstszy rodzaj łysienia, który niejednokrotnie może prowadzić do całkowitej utraty włosów. Nie zostały jednoznacznie wskazane środki farmakologiczne mogące w pełni przyczynić się do zahamowania procesu. Komfort życia skutecznie poprawiają peruki. Dzięki nowoczesnym technikom produkcji, peruki z włosów naturalnych lub włosów syntetycznych prezentują się bardzo naturalnie i są trudne do odróżnienia od naturalnych pasm.